# IBM 5151

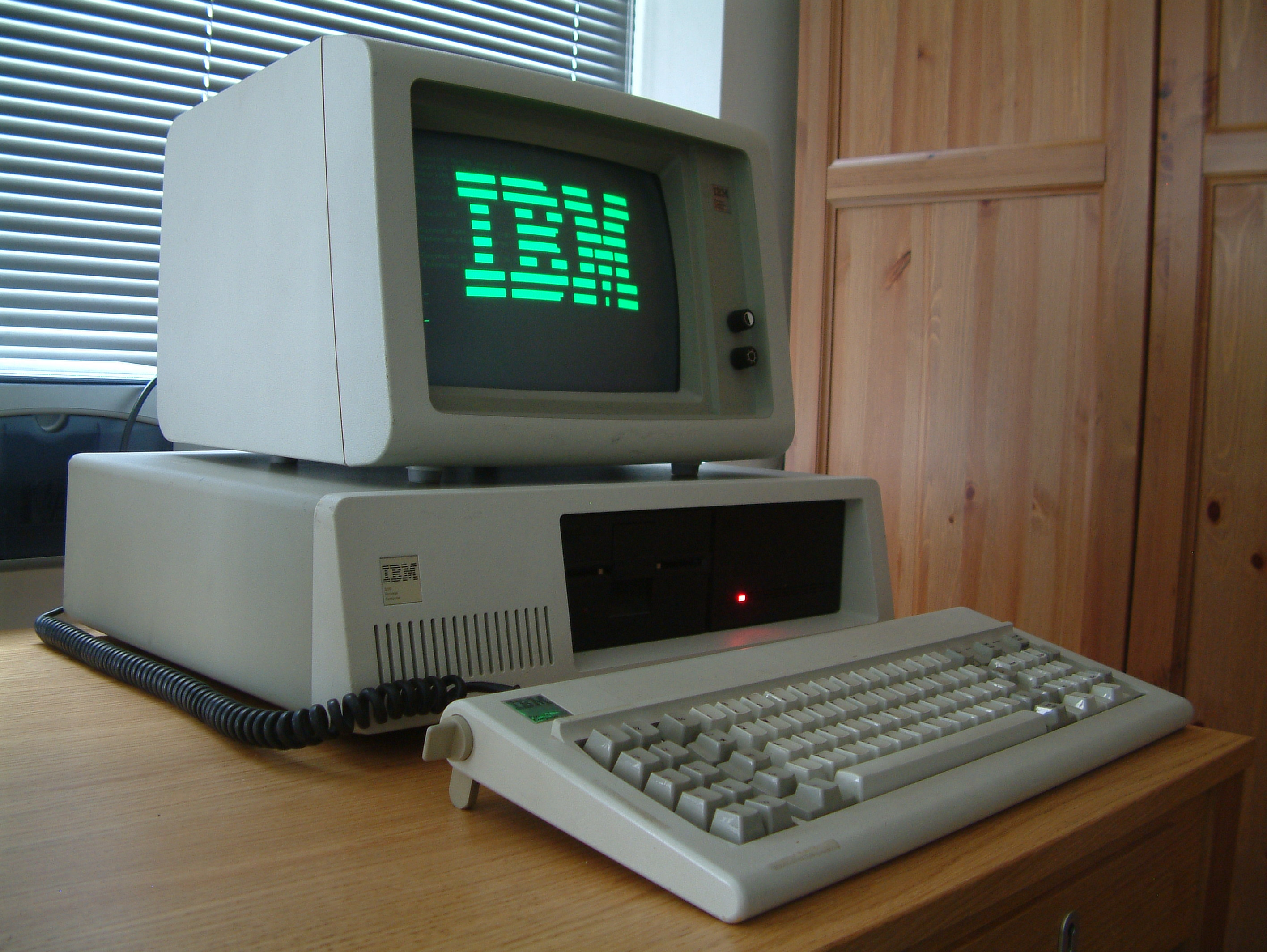
IBM PC s monitorem IBM 5151

IBM 5151 je 12“ monochromatický monitor, dodávaný k původním počítačům IBM PC s obrazovou kartou IBM Monochrome Display Adapter (MDA). Adaptér podporoval pouze textový režim 80×25 se znaky v matici 9×14 pixelů. S tímto monitorem mohla pracovat také grafická karta Hercules Graphics Card (HGC), a karty Color Graphic Adapter (CGA) nebo Enhanced Graphic Adapter (EGA) v jejich monochromatických režimech.
Monitor má vakuovou obrazovku o úhlopříčce 11,5 palce s leptaným povrchem pro omezení odlesků, 90stupňovým vychylováním, s rozlišením 350 vodorovných řádků a obnovovací frekvencí 50 Hz. Používá digitální vstupy s úrovněmi TTL, je schopen zobrazit nejméně tři úrovně jasu podle různých signálů na pinu 6 a 7 a připojuje se 9pinovým konektorem D-Sub. Napájí se z počítačové síťové napájecí zásuvky na napájecím zdroji IBM PC, a proto nemá vlastní vypínač.
IBM 5151 používá luminifor typu P39, který produkuje jasně zelený monochromatický obraz určený pro zobrazení textu ve vysokém rozlišení. Tento luminifor má dlouhý dosvit, který snižuje blikání obrazovky, ale způsobuje rozmazání při změnách obrazu a „ohony“ u pohyblivých obrázků.

## Specifikace
| Typ               | Digitální, TTL                       |
| Rozlišení         | 720 × 350                            |
| Rozměry           | 280 mm (V) × 380 mm (Š) × 350 mm (H) |
| Hmotnost          | 7,9 kg                               |
| Příkon            | 95,2 W                               |
| řádkový kmitočet  | 18,432 kHz                           |
| snímkový kmitočet | 50 Hz                                |